# Florianus
Florianus (tiếng Latinh: Marcus Annius Florianus Augustus; ? – 276), là Hoàng đế La Mã tại vị được vài tháng vào năm 276.

## Tiểu sử
Florianus là người anh em cùng mẹ khác cha của Hoàng đế Marcus Claudius Tacitus. Ông được bổ nhiệm làm Pháp quan thái thú (Praetorian Prefect) trong quân đội của Tacitus trong chiến dịch thảo phạt người Goth, theo các nguồn tài liệu sẵn có thì ông được quân đội miền Tây chọn để kế vị Tacitus vào năm 276 mà không được sự nhất trí của Viện Nguyên lão La Mã. Tuy nhiên Florianus vẫn cho đúc tiền xu mang chữ khắc "SC", do đó đã thể hiện một số ràng buộc giữa ông với Viện Nguyên lão dù quan hệ đôi bên chưa hẳn đã êm ấm.
Trong khi Florianus đang bận chinh chiến với người Heruli thì quân đội miền Đông đã chớp thời cơ suy tôn Probus làm hoàng đế. Florianus vốn có lợi thế là được sự ủng hộ từ các tỉnh gồm Ý, Gaul, Hispania, Anh quốc, châu Phi và Mauretania. Cả hai vị hoàng đế kình địch cùng kéo tới bày trận ở Cilicia; quân của Florianus thì đông gấp bội và Probus tuy quân số ít ỏi nhưng bù lại ông là một vị tướng dày dạn kinh nghiệm chiến trận và cố gắng tránh đối đầu trực tiếp đại quân của Florianus. Ngoài ra, quân miền Tây của Florianus lại không quen với khí hậu nắng nóng khô hạn ở miền Đông thì Probus đã chiếm lấy ưu thế này nhằm nắm chắc phần thắng nhỏ nhoi trước địch quân. Đôi bên giao chiến chưa được bao lâu thì đột nhiên lan tin Florianus đã bị đám binh sĩ dưới trướng ám sát gần Tarsus,có thể một phần cũng do sĩ khí quân đội miền Tây mau chóng suy sụp khi thấy quân mình đang dần yếu thế trước quân miền Đông. Florianus mất vào tháng 9 năm 276 và chỉ giữ ngôi vị hoàng đế được tám mươi tám ngày